# Indian Group of Seven
De  Professional Native Indian Artists Incorporated, beter bekend als de Indian Group of Seven, was een groep van professionele Indiaanse kunstenaars uit Canada, opgericht in november 1973. De groep bundelden hun krachten om Indiaanse kunst te promoten in de Westerse kunstwereld en om een verandering te brengen in de manier waarop de wereld naar deze kunst keek. Een verschuiving van een nadruk op “inheems (Native)” naar “artistieke” waarde. 

## Geschiedenis
In 1972 was er in Winnipeg een gezamenlijke expositie van Jackson Beardy, Alex Janvier en Daphne Odjig genaamd "Treaty Numbers 23, 287 and 1171" refererend aan hun verdrag nummers, dat gegeven was aan Indianen stammen waarmee de Canadese overheid een verdrag had gesloten. Het was een expositie waarbij moderne inheemse kunst naar de voorgrond werd gebracht aan het Canadese publiek voor artistieke erkenning.
De succesvolle expositie was de voorloper van de in november 1973, door voornamelijk Daphne Odjig, opgerichte “Professional Native Indian Artists Incorporated”. Beter bekend onder de informele naam de “Indian Group of Seven”. De informele naam is een verwijzing naar de in Canada zeer gewaardeerde Canadese westerse kunstgroep “Group of Seven” uit de jaren twintig van de 20e eeuw, die op impressionistische stijl de Canadese landschappen schilderden.
De groep bestond naast Daphne Odjig, Alex Janvier en Jackson Beardy uit Eddy Cobiness, Norval Morrisseau, Carl Ray en Joe Sanchez.
Zij hadden gezamenlijk vele exposities in Canada. De laatste waaraan de groep in het geheel deelnam was in Montreal in 1975.

## Politiek-maatschappelijke idealen
Naast het bundelden van krachten om Indiaanse kunst te promoten in de Westerse kunstwereld, hadden zij een sterk ideaal om een verandering te brengen in de manier waarop de wereld naar deze kunst keek. Zij wilden een verschuiving van een nadruk op “inheems” naar “artistieke” waarde en erkenning.  Daarnaast zette zij zich ook in om financieringsbronnen te realiseren om andere Indiaanse kunstenaars te ondersteunen, jongere generaties te inspireren en de verschillende Indiaanse gemeenschappen in Canada bij elkaar te brengen om hun ‘Indiaan zijn’, te vieren. Dit waren hoge idealen in een tijd waar inheemse Indianen slechts recent stemrecht hadden gekregen en waarin zij politiek streden voor mensenrechten.
Hoewel de groep als geheel kort bij elkaar was, was het feit dat zij bestonden een cruciale stap in de ontwikkeling in het concept van Inheemse Indiaanse kunst als onderdeel van de Canadese culturele kunstwereld. Het bestaan van de groep heeft de weg gebaand voor jongere generaties.